# Deakin Volz
Deakin Volz (6 de mayo de 1997) es un deportista de Estados Unidos que compite en atletismo. Ganó una medalla de oro en el Campeonato Mundial de Atletismo Sub-20 de 2016, en la prueba de salto con pértiga.